# احمد اخوت
احمد اخوت (زاده ۱۳۳۰ در اصفهان) داستان‌نویس، داستان‌شناس، مترجم و منتقد ادبی است. وی دارای مدرک دکترای زبان‌شناسی و نشانه‌شناسی است. وی از یاران حلقه ادبی جنگ اصفهان بوده‌است. همچنین وی عضو شورای نویسندگان فصلنامه زنده رود است.

## آثار

### تالیفات و نقد ادبی
- دستور زبان داستان - تألیف[۷]
- مستعار نویسی و شبه ترجمه - تألیف
- من و برشت - ترجمه و تألیف
- نشانه‌شناسی مطایبه - تألیف[۸][۹]
- لطیفه‌ها از کجا می‌آیند؟ - تألیف
- پروست و من - ترجمه و تألیف
- کتاب من و دیگری - ترجمه و تألیف[۱۰]
- تا روشنایی بنویس - ترجمه و تألیف
- دو بدن شاه: (تاملاتی دربارهٔ نشانه‌شناسی بدن و قدرت)، انتشارات خجسته‏‫، ۱۳۸۷.[۱۱][۱۲]
- ای نامه، انتشارات جهان کتاب، ۱۳۸۸[۱۳][۱۴][۱۵]

### ترجمه‌ها
- کار نویسنده - ترجمه
- سپتامبر بی باران - نوشته ویلیام فاکنر
- اطلس - نوشته خورخه لوئیس بورخس[۱۶]
- موجودات خیالی - نوشته خورخه لوئیس بورخس - انتشارات آرست ۱۳۷۳
- واژه‌نگاری چینی، رسانه شعر - نوشته ارنست فنولوزا - چاپ نشر فردا
- قصیده کافه غم - نوشته کارسون مک کولرز
- آوارگان - نوشته فلانری اوکانر[۱۷] چاپ نشر فردا
- اسب‌های خالدار - ویلیام فاکنر چاپ نشر فردا
- این یازده تا (مجموعه داستان) - نوشته ویلیام فاکنر - نشر ماهی - ۱۳۸۸ هجری شمسی
- به انتخاب مترجم - نشر افق - ۱۳۹۳[۱۸]
- ساعت گرینویچ - آن بیتی[۱۹]
- صدای سوم: گزیده داستان‌های نویسندگان نسل سوم آمریکا، نشر ماهی[۲۰]

### مجموعه داستان
- برادران جمال‌زاده - مجموعه داستان[۲۱][۲۲][۲۳]